# Mesochelidura occidentalis
Mesochelidura occidentalis ist eine wenig erforschte Art der Ohrwürmer und in Portugal beheimatet.

## Merkmale
Das äußere Erscheinungsbild ähnelt Chelidura-Arten, wie beispielsweise Chelidura aptera oder Chelidura pyrenaica. Der Kopf ist dunkelbraun, die Antennen und Beine gelblich. Die Zange ist gelblich bis rotbraun. Thorax und Abdomen sind gelbbraun bis dunkel rötlichbraun. Das Abdomen wird zum Ende hin breiter. Die Elytren sind vom Chelidura-Typ, das heißt, sie bilden Schüppchen, die an der Spitze abgerundet sind, und keine vollständigen Elytren. Vergleichbare Elytren finden sich auch bei Chelidurella und Chelidura, nicht jedoch bei Pseudochelidura. Die männlichen Zangen besitzen einen deutlichen Zahn an der verbreiterten Basis und laufen in einem Bogen zunächst kurz auseinander und dann wieder über einen längeren Abschnitt zusammen. Die weiblichen Zangen sind einfach geformt.

## Ähnliche Arten
Durch die geographische Isolation gibt es im Verbreitungsgebiet keine Verwechslungsarten. Lediglich die sehr ähnliche Art Mesochelidura bolivari kann auf portugiesischer Seite des Iberischen Scheidegebirges möglicherweise sympatrisch vorkommen. Bei M. bolivari ist das Pronotum weniger stark quer rechteckig und am Vorderrand gestutzt. Das Epiprokt ist von oben kaum erkennbar und die Cerci sind in normaler Haltung weniger stark gespreizt, zudem ist der innere Zahn an der Basis der Zangen kleiner. Auch das Pygidium bietet Unterscheidungsmöglichkeiten. Von Pseudochelidura unterscheiden sich die adulten Tiere durch die Form der Elytren. Die Chelidura-Arten besitzen keinen Zahn an der Basis der Zangen und leben geographisch getrennt, ebenso wie Pseudochelidura.

## Verbreitung
Die Art lebt im zentralen und nördlichen Portugal und hier vor allem in der Westhälfte. Das Art-Epitheton occidentalis bedeutet ebenfalls westlich. Die bekannten Vorkommen liegen zwischen Lissabon und Braga, die östlichsten Vorkommen in der Serra da Estrela, die Teil des Iberischen Scheidegebirges ist. Die Art kommt von den Küstenebenen bis in hohe Mittelgebirgslagen vor, jedoch selten in unmittelbarer Küstennähe. Dies ist jedoch im einzigen bekannten Vorkommen in Spanien der Fall, wo die Art auf den Islas Cíes lebt. Insgesamt kommt die Art also vom Flachland bis ins Gebirge vor, während die ähnliche Art Mesocheldura bolivari auf Gebirge beschränkt ist.

## Lebensweise
Adulte Tiere werden zwischen Oktober und Februar gefunden. Es ist davon auszugehen, dass sich die Nymphen über den Frühling und Sommer hinweg entwickeln.